# Axel Josefson
Axel Gunnar Josefson, född 10 oktober 1970 i Sävedalens kyrkobokföringsdistrikt i Göteborgs och Bohus län, är en svensk moderat politiker.
Josefson är till yrket systemvetare och var under mandatperioden 2014–2018 fritidspolitiker. Han utsågs till kommunalråd i februari 2018 och ersatte i oktober samma år Jonas Ransgård som Moderaternas gruppledare i Göteborg.
Han tillträdde den 1 januari 2019 på posten som kommunstyrelsens ordförande i Göteborgs kommun och ledde ett minoritetsstyre med Moderaterna, Liberalerna, Centern och Kristdemokraterna, samt ofta stöd av Demokraterna och i övrigt med hoppande majoriteter.
Efter valet 2022 gick Centerpartiet i opposition vilket möjliggjorde för ett minoritetsstyre bestående av Socialdemokraterna, Vänsterpartiet och Miljöpartiet att planera för att ta över styret från 1 januari 2023 under ledning av socialdemokraten Jonas Attenius. Josefson lämnade därmed över ordförandeposten vid årsskiftet 2022/23.
I november 2022 utmanades Josefson av Hampus Magnusson på posten som gruppledare för moderaterna i Göteborg, men Josefson behöll posten efter en helt jämn omröstning som avgjordes med lottdragning.